# 실피드: 더 로스트 플래닛
《실피드: 더 로스트 플래닛》은 트레저와 게임 아츠가 개발한 2000년 진행형 슈팅 게임이다. 1986년 발매된 《실피드》의 후속작으로, 플레이스테이션 2 전용 게임으로 제작됐다.

## 참조

### 내용주
1. ↑  영어: Silpheed: The Lost Planet, 일본어: シルフィード ザ・ロストプラネット